# El Demonio Rojo
El Demonio Rojo es el nombre de un personaje de ficción y una serie homónima creados por el historietista Mauro Entrialgo en 1994.

## Trayectoria
El Demonio Rojo fue una serie de historietas para adultos en formato de una página que apareció mensualmente en la revista El Víbora desde 1994 hasta su desaparición.

## Argumento y personajes
El Demonio Rojo, nombre artístico de “Rafa”, es un practicante de lucha libre profesional que vive obsesionado con las mujeres y los placeres de la carne, un hedonista que mediante sus reflexiones (casi siempre explícitas y subidas de tono) sobre los hechos cotidianos de la vida, logra diseccionar con humor los entresijos de una realidad donde conviven el poco decoro con el nulo respeto por el sexto mandamiento.
Entre los personajes que pertenecen a su mismo universo de ficción, resaltan Tyrex, Higueras, Átomo y Drugos el Acumulador.

## Álbumes
- El Demonio Rojo, 1998, La Cúpula.
- El Demonio Rojo: Hablando en Plata, 2002, La Cúpula.
- El Demonio Rojo: Ganas de follar, 2007, La Cúpula. (Recopilación de los dos anteriores)
- El Demonio Rojo: Siga usted todo tieso, 2009, La Cúpula.